# 梅赛德斯-奔驰GLS级
奔驰GLS级（前称GL级）, 是奔驰旗下的全尺寸豪华SUV。按奔驰官方说法，GLS级是车系中定位对应S级轿车的SUV，是梅赛德斯·奔驰SUV系列的旗舰产品。
GLS级与GLE级共用一款承载式架构平台。除2007年初有极少数试装车在德国制造，大多数GLS（GL）级汽车都在位于阿拉巴马州的奔驰美国工厂组装。第一代GL级（X164）于2006年-2012年间生产。
2012年新一代GL级（X166）为前者的继任车型。2016年起，奔驰全线车型更换新的命名法则。因此，
旧有的GL级将被更名为GLS级。在新的“GLS-Class”名称中，“ G”代表geländewagen （越野车的德语），体现其继承了G-Class 的高耐久性；“ L”是奔驰SUV车系的统一后缀，意义不明；“ S”则代表其定位相当于S级。  

## 第一代（X164； 2006–2012）

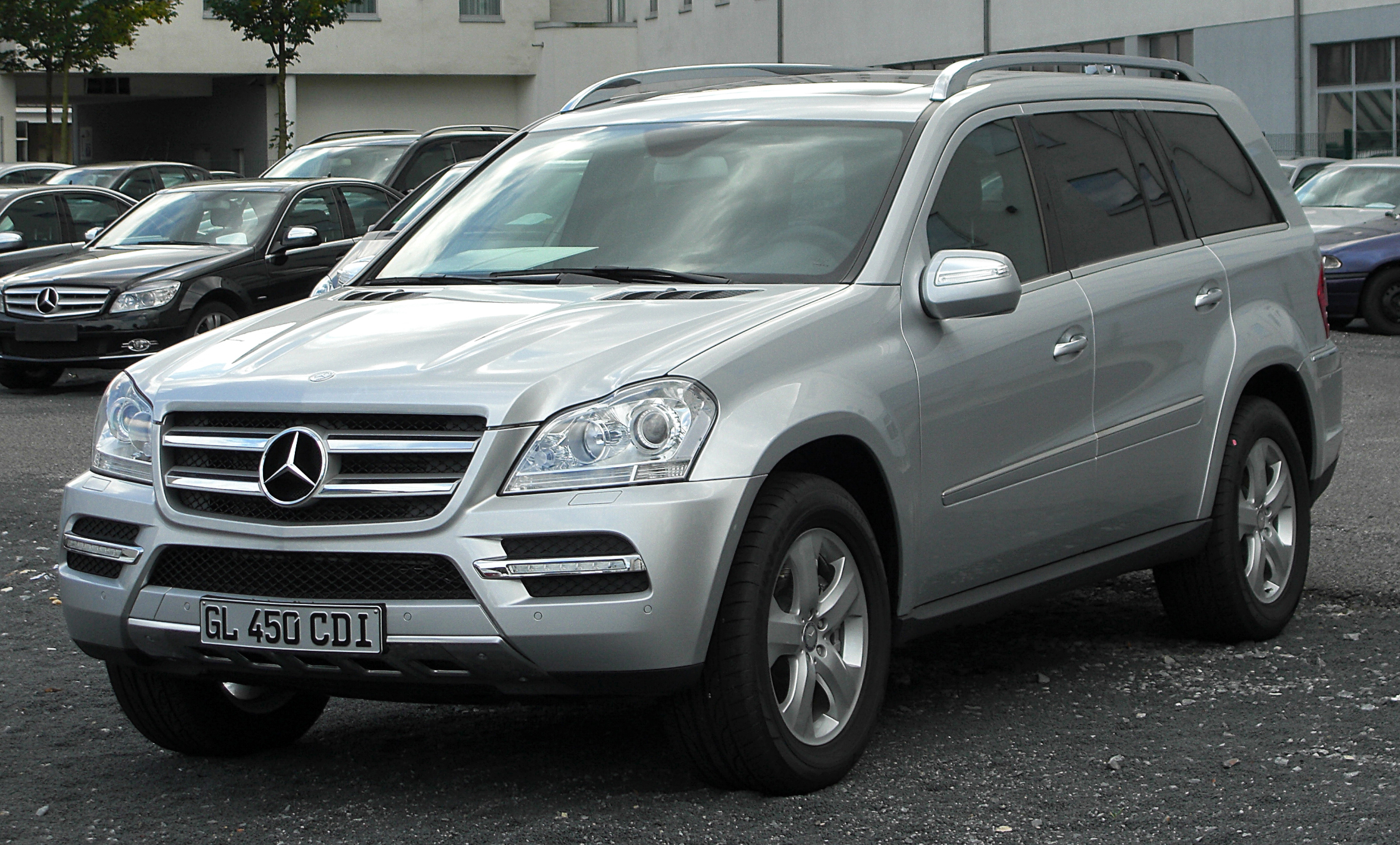
GL级（X164）

GL-Class（X164）首次亮相于2006年北美国际汽车展。同级别的奥迪Q7发布时间与其相近。此代车型有自然吸气V8汽油发动机、涡轮增压V6和V8柴油发动机的动力选项。所有型号为四轮驱动（4MATIC）车型。同级别车型主要有揽胜，凯迪拉克凯雷德和林肯领航员等。

## 第二代（X166; 2013-2019）

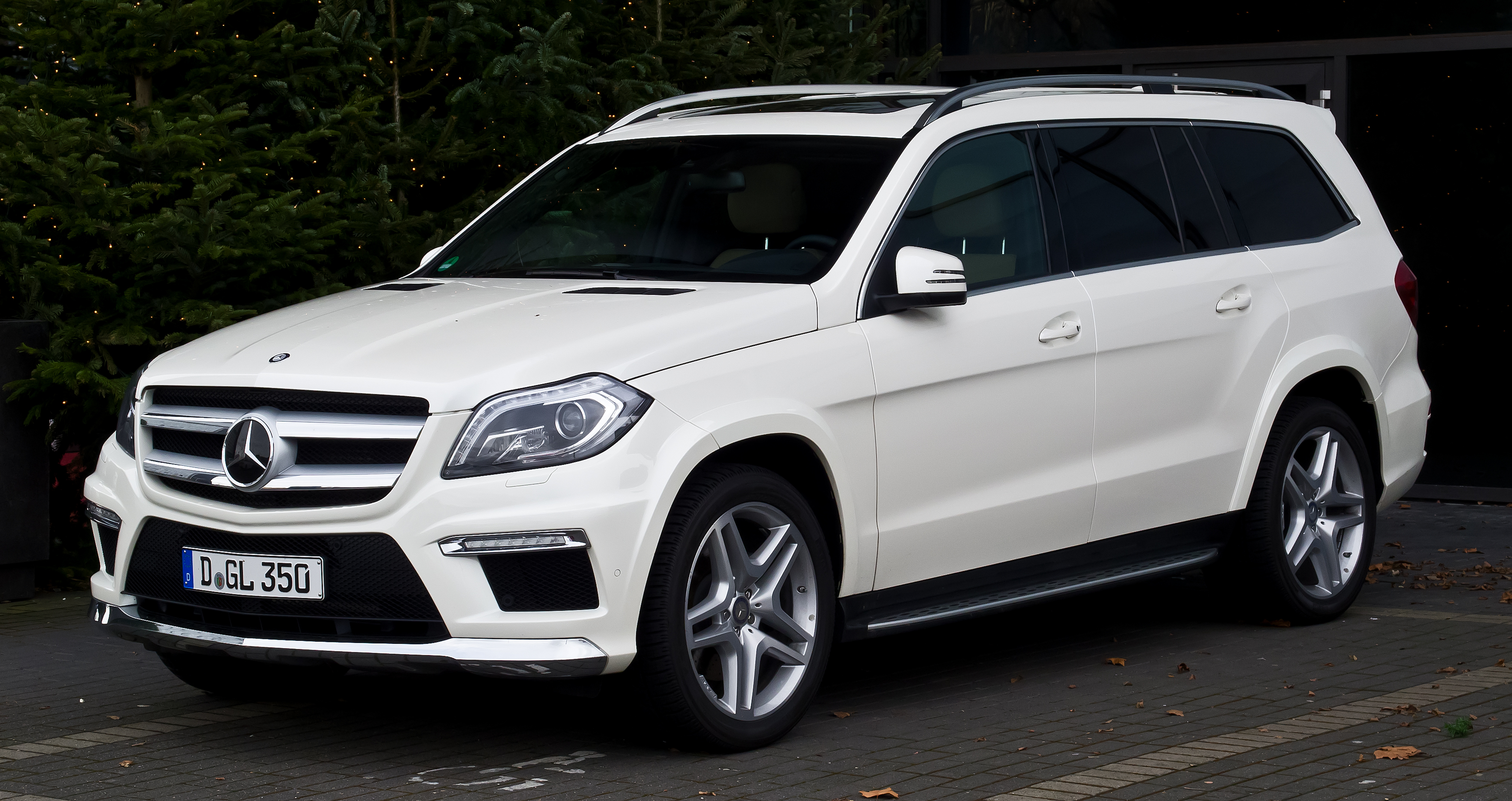
GL级（X166）

GL级（X166） 上市于2012年9月。  此代车型增加了发动机自动启停系统，电子助力转向，并换用了新款涡轮增压发动机，提高了燃油效率。第二代在GL-Class车型中首度提供高性能版本GL63 AMG，该型号由手工制造的M157发动机提供动力。  2016年，根据新的梅赛德斯-奔驰命名方案，换用GLS -Class的名称，随之而来的还有在前脸设计和中控屏幕上的小幅更改。 

## 第三代（X167； 2020–）

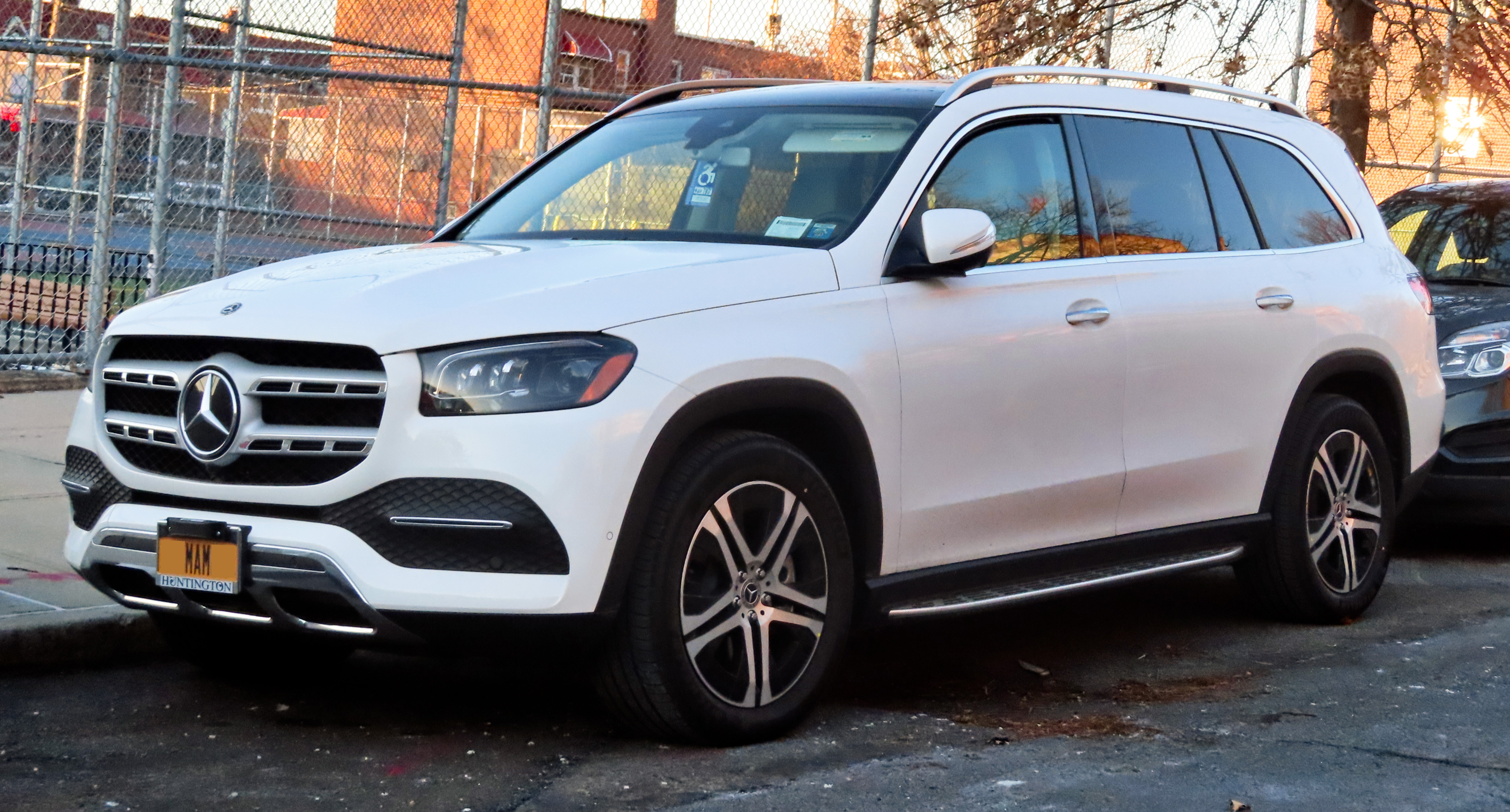
X167 GLS级

第三代GLS车型在2019年纽约国际车展上首次亮相。发动机选项包括：
- 3.0升涡轮增压直列六缸发动机（GLS 450 4MATIC）
- 4.0升双涡轮增压V8（GLS 580 4MATIC）

（两款汽油发动机均配备EQ Boost轻混系统）
GLS 350 d 4MATIC和GLS 400 d 4MATIC两款车型搭配柴油发动机。  2019年底，奔驰发布梅赛德斯-迈巴赫GLS 600 4MATIC，在该车型上首度提供迈巴赫版本，同时也是首款梅赛德斯-迈巴赫的SUV车型。

## 销售数据
以下是自2006年以来GL级（GLS级）的销售数据：  
| 年     | 欧盟销售 | 美国销售 |
| ------ | -------- | -------- |
| 2006年 | 3,007    | 18,776   |
| 2007年 | 8,027    | 26,396   |
| 2008年 | 4,227    | 23,328   |
| 2009年 | 2,871    | 15,012   |
| 2010年 | 2,249    | 19,943   |
| 2011年 | 2,508    | 25,139   |
| 2012年 | 1,573    | 26,042   |
| 2013年 | 4,829    | 29,912   |
| 2014年 | 4,187    | 26,597   |
| 2015年 | 3,753    | 27,707   |
| 2016年 | 5,361    | 30,442   |
| 2017年 | 4,537    | 32,248   |
| 2018年 | 3,534    | 21,973   |
| 总计   | 50,663   | 323,515  |

## 图集
- GLS级（X167），法兰克福车展
- 2016年款GLS-Class（X166），摄于中国